# Oy Vey! My Son Is Gay!!
Oy Vey! My Son Is Gay!! je americký komediální film z roku 2009 režírovaný, sepsaný a produkovaný Evgeny Afineevskym. Ve filmu v hlavní roli účinkují Lainie Kazan (Shirley Hirsch), Saul Rubinek (Martin Hirsch), Vincent Pastore, Jai Rodriguez (Angelo Ferraro), Bruce Vilanch a v cameo roli se objevila Carmen Electra.

## Synopse
Film vypráví o židovské rodině (Lainie Kazan a Saul Rubinek), která by ráda viděla svého syna (John Lloyd Young) konečně pohromadě s tou pravou (židovkou), ale syn pátrá vcelku po někom jiném, až najde Angelu. Nejenomže Angelo není žena, ale také je Hispánec (Jai Rodriguez). Rodina následně pátrá, kde vlastně udělali chybu.

## Obsazení
| Carmen Electra      | Sybil Williams  |
| Saul Rubinek        | Martin Hirsch   |
| Lainie Kazan        | Shirley Hirsch  |
| Alexandra Mamaliger | Andrea Hirsch   |
| Vincent Pastore     | Carmine Ferraro |
| Jai Rodriguez       | Angelo Ferraro  |
| Bruce Vilanch       | Max             |
| Tom Fridley         | Nick            |
| John Lloyd Young    | Nelson Hirsch   |
| Heiko Obermöller    | Nudelman        |
| Jerry L. Buxbaum    | vůdce skinheadů |

## Ocenění
- Boston LGBT Film Fest 2010 – hlavní soutěž

- Charlotte Gay & Lesbian Film Festival 2010
  - Speciální cena festivalu

- Filmfest Hamburg 2010 – hlavní soutěž
- FilmOut 2010
  - nejlepší herečka v celovečerním filmu – Lainie Kazan
  - nejlepší režie – Evgeny Afineevsky
  - nejlepší celovečerní film - Evgeny Afineevsky / Svetlana Anufrieva
  - nejlepší herec ve vedlejší roli – Saul Rubinek
  - Freedom Award – Ensemble Cast in a Feature Film

- Fire Island Pines International Film Festival 2009
  - Spotlight Award - Evgeny Afineevsky

- Jewish Film Festival In Miami 2010
  - cena publika pro nejlepší celovečerní film

- 24. konání festivalu Mix Milano, 2010
  - Premio speciale del pubblico (Cena publika)

- New York International Independent Film & Video Festival 2009
  - Best Ensemble Cast in a Feature Film Award
  - cena publika pro nejlepší celovečerní film

- Philadelphia QFEST 2010
  - cena publika za nejlepší komedii

- Reeling Chicago Film Festival 2009

- Tampa International Gay and Lesbian Film Festival 2010
  - Cena Outreach – Evgeny Afineevsky

- WorldFest-Houston International Film Festival 2008 & 2010
  - nejlepší komedie - adaptovaný nebo originální scénář - Evgeny Afineevsky
  - First Directors Crystal Vision (speciální cena poroty) - Evgeny Afineevsky
  - Silver Remi Award - Evgeny Afineevsky
  - Rising Star Award (speciální cena poroty) - Evgeny Afineevsky